# HMS Peterel (1927)
HMS Peterel (Корабль Его Величества «Петере́л») — британская речная канонерская лодка, принявшая участие во Второй мировой войне. Построена на верфи Yarrow Shipbuilders в Скотстуне, Шотландия для службы на Янцзы (Китайская станция). 18 июля 1927 года зачислена в списки Королевского флота.

## Служба
«Петерел» стала первым британским кораблём, потопленным японцами во Второй мировой войне. «Петерел», служившая в Шанхае плавучей станцией связи, была потоплена японским крейсером «Идзумо» 8 декабря 1941 года (несколько часов спустя после нападения на Пёрл-Харбор). Несмотря на то, что корабль обслуживался экипажем сокращенного состава, британцы отклонили предложение о сдаче и приняли неравный бой. Экипаж стоявшей на том же рейде американской канонерки «Уэйк» был захвачен врасплох и был вынужден сдать её без боя.